# Agents of S.H.I.E.L.D. (7.ª temporada)
A sétima e última temporada da série de televisão americana Agents of S.H.I.E.L.D., baseada na organização S.H.I.E.L.D. da Marvel Comics, segue Phil Coulson e outros aliados e agentes da S.H.I.E.L.D. enquanto tentam salvar o mundo de um futuro apocalíptico. É ambientado no Universo Cinematográfico da Marvel (MCU) e reconhece a continuidade dos filmes da franquia. A temporada foi produzida pela ABC Studios, Marvel Television e Mutant Enemy Productions, com Jed Whedon, Maurissa Tancharoen e Jeffrey Bell atuando como showrunners.
Ao lado de Clark Gregg, que reprisa seu papel como Coulson dos filmes, os principais membros do elenco Ming-Na Wen, Chloe Bennet, Iain De Caestecker, Elizabeth Henstridge, Henry Simmons, Natalia Cordova-Buckley e Jeff Ward retornam das temporadas anteriores.
Os membros principais do elenco Clark Gregg, Ming-Na Wen, Chloe Bennet, Iain De Caestecker, Elizabeth Henstridge, Henry Simmons, Natalia Cordova-Buckley e Jeff Ward retornam das temporadas anteriores. A temporada foi encomendada em novembro de 2018, antes da estréia da sexta temporada, e as filmagens começaram em fevereiro de 2019 e encerraram em 30 de julho de 2019. A temporada usa viagens no tempo para explorar a história do S.H.I.E.L.D. e amarra os fios deixados pelas temporadas anteriores.
A sétima temporada estreou em 27 de maio de 2020, e terá 13 episódios na ABC.

## Episódios
| N.º na série | N.º na temp. | Título | Dirigido por         | Escrito por                                                                   | Exibição original    | Audiência (milhões) |
| --- | ------------ | --- | -------------------- | ----------------------------------------------------------------------------- | -------------------- | ------------------- |
| 124 | 1            | "The New Deal" "(O Novo Acordo)" (BR)                                                                       | Kevin Tancharoen     | George Kitson                                                                 | 27 de maio de 2020   | 1.82                |
| Em 1931, na cidade de Nova York, alguns Chronicoms roubam os rostos de três policiais e matam um contato de um locutor local. A agente Jemma Simmons apresenta ao diretor Mack e a agente Daisy Johnson a uma versão MVA (Modelo de Vida Artificial) de Phil Coulson, que luta com sua existência e com a quantidade de informações carregadas nele. Daisy e Deke Shaw investigam os oficiais sem rostos e são atacados pelos Chronicoms; eles dominam um e o levam de volta ao Zephyr. Coulson e Mack investigam o assunto e conhecem seu proprietário, Ernest Hazard Koenig, que revela que os policiais estão fornecendo segurança para uma função em homenagem ao governador Franklin D. Roosevelt. Simmons sobrecarrega a mente do Chronicom, forçando-o a revelar seu alvo real: o funcionário de Koenig, Freddy, pai do futuro líder da Hydra, Gideon Malick. A equipe resgata Freddy dos Chronicoms, percebendo que eles têm que salvar a Hydra para garantir o futuro da S.H.I.E.L.D. No Zephyr, o Chronicom Enoch, um aliado da S.H.I.E.L.D., ajuda a curar a Agente Melinda May. |              | |                      |                                                                               |                      |                     |
| 125 | 2            | "Know Your Onions" "(Conheça suas Cebolas)" (BR)                                                            | Eric Laneuville      | Craig Titley                                                                  | 3 de junho de 2020   | 1.50                |
| Deke e Mack prometem manter Freddy seguro, viajando com ele de trem para fazer uma entrega. Enquanto isso, os outros agentes se reagrupam no bar de Koenig e interrogam o contato de Freddy, Viola. Eles descobrem que ela é uma agente da Hydra e que Freddy está carregando o que se tornará o soro do super soldado da Hydra. Eles retornam ao Zephyr, onde Enoch tenta impedir a saída de May, que parece instável, depois que ela acordou prematuramente de sua cápsula de cura. Koenig ajuda a direcionar a equipe para o local de entrega de Freddy, aprendendo sobre a S.H.I.E.L.D., Chronicoms e viagens no tempo no processo. Daisy contata Deke e diz para ele matar Freddy para impedir a ascensão da Hydra, mas Mack impede que isso aconteça. Koenig tenta impedir Freddy de fazer a entrega, mas Freddy atira nele e sai com um agente da Hydra, garantindo seu futuro. O Zephyr inesperadamente viaja no tempo para seguir os Chronicoms pela próxima janela, embora Enoch seja deixado para trás. Apesar disso, ele é contratado pelo Koenig em recuperação e o informa de seu envolvimento na evolução da S.H.I.E.L.D. |              | |                      |                                                                               |                      |                     |
| 126 | 3            | "Alien Commies from the Future" "(Aliens Comunistas do Futuro)" (BR)                                        | Nina Lopez-Corrado   | Nora Zuckerman & Lilla Zuckerman                                              | 10 de junho de 2020  | 1.57                |
| Os agentes acabam em 1955, perto da Área 51, uma base da S.H.I.E.L.D., atualmente trabalhando no Projeto Helius, um protótipo de reator de fusão iônica. Os agentes sequestram o agente de alto escalão Gerald Sharpe e Coulson usa sua identidade, enquanto Simmons usa a identidade de Peggy Carter para que eles possam encontrar os Chronicoms infiltrados. No entanto, eles encontram o ex-parceiro de Carter, Daniel Sousa, que os prende imediatamente. Apesar de resistir, Sharpe finalmente revela que Helius não pode funcionar sem uma poderosa fonte de energia, levando Deke a deduzir que os Chronicoms planejam sacrificar um deles para ativar a arma e destruir a base. Daisy chega disfarçada e convence Sousa a libertar seus companheiros de equipe, enquanto os Chronicoms disfarçados seguem com o plano. May e Yo-Yo Rodriguez perseguem um Chronicom, enquanto Coulson luta com outro. Daisy e Simmons melhoram um dispositivo de PEM da S.H.I.E.L.D. a tempo de desativar o Helius, junto com toda a base, os Chronicoms e Coulson. Mack e Deke devolvem Sharpe ao deserto e se passam por alienígenas para evitar mudanças na história. |              | |                      |                                                                               |                      |                     |
| 127 | 4            | "Out of the Past" "(Saindo do Passado)" (BR)                                                                | Garry A. Brown       | Mark Leitner                                                                  | 17 de junho de 2020  | 1.40                |
| Coulson acorda sob custódia de Sousa com uma falha no sistema que o faz ver em preto e branco e ouvir um monólogo interno (no estilo do filme noir). Ele percebe que a data atual é o dia em que Sousa morre ao entregar um dispositivo a Howard Stark. Coulson se apresenta como o contato de Sousa e chama o Zephyr, com a ajuda de Enoch, no speakeasy. Yo-Yo e Deke encontram o dispositivo, mas Deke é capturado pela Hydra. Ele é levado para Wilfred Malick, agora mais velho, que poupa a vida de Deke, pois ele o poupou em 1931. Yo-Yo e Simmons descobrem que May experimenta as emoções das pessoas que ela toca. Mack, Coulson e Daisy percebem que Sousa é morto pela Hydra para impedi-lo de expor sua presença dentro da S.H.I.E.L.D. Eles decidem mudar a história e salvar Sousa; depois que ele entrega o dispositivo, Coulson derruba Sousa inconsciente e toma seu lugar, fingindo sua morte. Sousa acorda no Zephyr e Coulson (com sua falha corrigida) explica a situação deles. Eles viajam no tempo novamente enquanto um Chronicom fica em 1955 e se oferece para ajudar Malick. |              | |                      |                                                                               |                      |                     |
| 128 | 5            | "A Trout in the Milk" "(Uma Truta no Leite)" (BR)                                                           | Stan Brooks          | Iden Baghdadchi                                                               | 24 de junho de 2020  | 1.37                |
| Em 1973, os agentes retornam ao bar "Speakeasy" para descobrir que a S.H.I.E.L.D. está preparando o Projeto Insight, que não deve ser desenvolvido por várias décadas, liderado por Wilfred Malick, que deveria ter morrido em 1970. Wilfred e os Chronicoms tentam capturar os agentes, mas Daisy usa Nathaniel (filho de Wilfred que também deveria estar morto) como refém para poderem fugir. Nathaniel vê Daisy usar seus poderes. Os agentes se reúnem com Enoch e retornam ao Zephyr. Sem avisar, os Chronicoms avançam para 1976, quando o Projeto Insight está programado para ser lançado, e o Zephyr o segue. Coulson e May plantam explosivos no Farol onde o Insight está sendo lançado, enquanto Deke e Yo-Yo confrontam Wilfred, antes de ser morto por Deke. Daisy e Sousa são capturados por Nathaniel usando uma arma Chronicom. Mack aborta a detonação, quando vê que seus pais estão sendo mantidos presos, permitindo que o Insight seja lançado. Mack, Enoch e Simmons usam o Zephyr para destruir o Insight, porém acabam revelando sua localização. Nathaniel tenta ligar para Daniel Whitehall para transferir os poderes de Daisy para si mesmo. |              | |                      |                                                                               |                      |                     |
| 129 | 6            | "Adapt or Die" "(Adapte ou Morra)" (BR)                                                                     | Aprill Winney        | DJ Doyle                                                                      | 1 de julho de 2020   | 1.32                |
| O farol dispara, automaticamente, mísseis contra o Zephyr, danificando o Drive Temporal. Enquanto Deke, Simmons e Enoch reparam, Deke descobre que Simmons tem um implante de memória que bloqueia seu conhecimento da localização de Fitz, mantendo informações sobre viagens no tempo. Nathaniel experimenta Daisy e transfere seus poderes para si mesmo, mas ele fica impressionado com eles quando eles quebram seus ossos e destroem o prédio em que ele se encontra. Sousa é capaz de levar Daisy de volta ao Zephyr. May identifica Crônicas disfarçadas ao sentir que não têm emoções. Ela e Coulson resgatam o General Rick Stoner, e Coulson encontra a nave dos Chronicoms. Ele fala com Sybil, seu preditor, sobre o plano dos Chronicoms. Ele então explode o navio consigo mesmo. Mack e Yo-Yo descobrem que os pais de Mack já estão mortos e estão sendo representados por Chronicoms, forçando Mack a jogá-los do Quinjet. O Zephyr pula para 1982, e Mack sai para lamentar. Deke o verifica, mas eles ficam presos quando o Zephyr de repente salta no tempo. |              | |                      |                                                                               |                      |                     |
| 130 | 7            | "The Totally Excellent Adventures of Mack and the D" "(A Fantástica e Excelente Aventura de Mack e D)" (BR) | Jesse Bochco         | Brent Fletcher                                                                | 8 de julho de 2020   | 1.39                |
| Preso em 1982, Mack, desanimado, passa o próximo ano sozinho em luto. Deke visita Mack ocasionalmente e, eventualmente, o convence a ver a sua nova banda, "The Deke Squad", que toca clássicos dos anos 80 que ainda não foram escritos. Deke revela que ele treinou secretamente os membros da banda para serem agentes da S.H.I.E.L.D., e que a consciência de Coulson foi salva em um disco rígido. Enquanto isso, a consciência de Sybil também sobreviveu, e ela usa um programador solitário para construir um corpo robótico para si mesma. Ela então cria novos robôs "caçadores" que matam o programador antes de invadir o Farol, em busca do fluxo de tempo que Sybil usa para prever o futuro. Mack ajuda Deke e os novos agentes a derrotar os caçadores, mas um pequeno robô escapa com o fluxo de tempo. O Zephyr reaparece por tempo suficiente para que May e Yo-Yo se reúnam com Mack e Deke; o último relata os eventos do ano passado até maio. O pequeno robô leva o fluxo de tempo para Nathaniel Malick, que trabalha com a consciência de Sybil. |              | |                      |                                                                               |                      |                     |
| 131 | 8            | "After, Before" "(Depois, Antes)" (BR)                                                                      | Eli Gonda            | James C. Oliver & Sharla Oliver                                               | 15 de julho de 2020  | 1.38                |
| Após resgatarem Mack e Deke, Simmons informa à equipe que o Drive Temporal continua pulando para o futuro por menos tempo até que acabe entrando em colapso. Precisando dos poderes, atualmente inativos, de Yo-Yo para desativá-lo, Daisy sugere uma visita ao Pós-Vida para obter ajuda de Jiaying. Ao chegarem, Yo-Yo e May descobrem que Jiaying está no processo de ajudar uma inumana chamada Kora, que tem poderes explosivos. Depois de examinar Yo-Yo, Jiaying chega à conclusão de que os problemas de Yo-Yo são mentais, não físicos e que May pode usar suas habilidades de empatia para ajudá-la. Yo-Yo revela que testemunhou a morte de seu tio e se culpou por isso. Nathaniel aparece, com os poderes de Daisy, e recruta Kora para assumir o Pós-Vida. Yo-Yo e May são forçadas a fugirem e, ao retornarem para o Zephyr, Yo-Yo percebe que ela estava segurando seus poderes e desativa, com sucesso, o Drive Temporal. Enquanto a tripulação acha que está tudo bem, o Drive Temporal, repentinamente, começa a funcionar novamente. Enoch afirma que o plano não funcionou, pois o Zephyr, inesperadamente, salta no tempo novamente. |              | |                      |                                                                               |                      |                     |
| 132 | 9            | "As I Have Always Been" "(Como Sempre Fui)" (BR)                                                            | Elizabeth Henstridge | Drew Z. Greenberg                                                             | 22 de julho de 2020  | 1.28                |
| O Zephyr fica preso em um vórtice temporal, enquanto Daisy acorda de sua câmara criogênica. Depois de testemunhar vários eventos, o tempo repentinamente é reiniciado e ela percebe que está presa em um loop temporal com o Zephyr se aproximando do centro do vórtice a cada loop que passa. Ela descobre que Coulson também está ciente e está no loop há mais tempo, embora Daisy esqueça tudo quando morre. Daisy e Coulson descobrem o implante de memória de Simmons, mas quando tentam removê-lo, um estranho acidente a mata. As mortes parecem estar orquestradas e Coulson conclui que Enoch, que foi programado para proteger o implante de Simmons, os matou sem querer. Após várias tentativas fracassadas, eles conseguem finalmente remover o implante e Simmons os informa que o mecanismo de energia de Enoch pode consertar o Drive Temporal, mas ao custo de sua vida. No ciclo final, Enoch entrega voluntariamente o seu mecanismo e morre, mas não antes de revelar a Daisy que essa será a missão final da equipe. Enquanto isso, no Pós-vida, Nathaniel ajuda Kora a controlar seus poderes. |              | |                      |                                                                               |                      |                     |
| 133 | 10           | "Stolen" "(Roubado)" (BR)                                                                                   | Garry A. Brown       | História por : Mark Linehan Bruner Roteiro por : George Kitson & Mark Leitner | 29 de julho de 2020  | 1.30                |
| Nathaniel recruta o jovem John Garrett e mostra seu futuro, enquanto também aperfeiçoa uma maneira de transferir poderes inumanos para seus homens. a S.H.I.E.L.D. decide que Jiaying fique no farol com eles para a sua proteção; Daisy se opõe e fica ainda mais perturbada ao saber que Kora é sua meia-irmã. Coulson e Gordon se teletransportam para o Pós-Vida, mas Nathaniel intercepta eles e os captura. Ele transfere os poderes de Gordon para Garrett, matando Gordon no processo. Coulson é resgatado por Yo-Yo e Mack junto com resto dos Inumanos capturados, enquanto Kora, inconsciente, é levada por Coulson. Nathaniel e Garrett se teletransportam para o Farol, onde Nathaniel revela a relação de Daisy com Jiaying, que assim descobre que ela acabará por trair sua filha, assustando-a. Nathaniel mata Jiaying, mas foge quando May chega e atira no ombro dele. Garrett sequestra Simmons enquanto ele e Nathaniel roubam o Zephyr, sem saber que Deke ainda está a bordo. Nathaniel explica seu plano para que Simmons lhes diga onde Fitz está. |              | |                      |                                                                               |                      |                     |
| 134 | 11           | "Brand New Day" "(Novo Dia)" (BR)                                                                           | Keith Potter         | Christopher Freyer                                                            | 5 de agosto de 2020  | 1.25                |
| Kora afirma que deseja trabalhar com a S.H.I.E.L.D., apesar dos agentes deduzirem que ela tem segundas intenções. Sabendo que Sibyl está ciente de todos os seus movimentos, Daisy, Sousa e Mack decidem agir contra seu julgamento e ir com o quinjet ao espaço para seguir Nathaniel. Nathaniel tenta obter informações de Simmons, usando Deke como alavanca, mas não consegue descobrir onde Fitz está. As ações de Nathaniel acabam fazendo com que Simmons esqueça Fitz completamente. May interroga Kora que, com raiva, desliga a energia do Farol; permitindo que Sibyl invadisse o mainframe. Coulson percebe que pode ler o código e tenta expulsá-la. Kora sugere usar seu conhecimento para ir atrás daqueles que merecem ser mortos, como Grant Ward, mas May mostra o corpo de Jiaying e ela ataca com raiva. Logo em seguida é levada por Garrett de volta ao Zephyr. Daisy, Sousa e Mack descobrem que Nathaniel contatou o resto dos Chronicoms e, usando as informações que Sibyl roubou, atiram em todas as bases da S.H.I.E.L.D.; destruindo toda a organização. |              | |                      |                                                                               |                      |                     |
| 135 | 12           | "The End Is at Hand" "(O Fim Está Próximo)" (BR)                                                            | Chris Cheramie       | Jeffrey Bell                                                                  | 12 de agosto de 2020 | 1.64                |
| Ao pousar na nave Chronicom, Daisy procura Deke e Simmons, enquanto Sousa e Mack afastam um grupo de soldados Chronicom. Sibyl planeja que Daisy encontre Simmons para refrescar sua memória, mas Nathaniel, impaciente, faz Kora confrontá-los. Daisy consegue acalmá-la, forçando Nathaniel a nocautear Kora e transferir seus poderes para ele. Os agentes retornam ao Zephyr e escapam da nave. Com o Farol sendo a única base da S.H.I.E.L.D. ainda de pé, Garrett planta bombas para destruí-la, mas Coulson, Yo-Yo e May o capturam e neutralizam seus poderes. Quando eles forçam Garrett a parar a explosão, Nathaniel deixa Garrett para morrer, mas todos eles conseguem sobreviver. Garrett decide se juntar aos agentes e teletransportá-los para o bar "Speakeasy". Ao chegarem, Garrett é morto por outros agentes que estavam lá para se esconder. Todos se reagrupam e, com a ajuda de Simmons, criam uma "chave" da qual ela estava lutando para se lembrar. A chave abre um portal que traz Fitz até eles, mas ele fica desapontado ao saber que Simmons não se lembra dele. |              | |                      |                                                                               |                      |                     |
| 136 | 13           | "What We're Fighting For" "(Pelo Que Estamos Lutando)" (BR)                                                 | Kevin Tancharoen     | Jed Whedon                                                                    | 12 de agosto de 2020 | 1.35                |
| Após a derrota de Izel, Enoch levou Fitz e Simmons embora para ajudá-los a construir uma máquina do tempo. Percebendo que podiam, eles também viveram suas vidas juntos. Assim que estiveram prontos, eles retornaram a Flint e Piper, e os encarregaram de proteger Fitz em um contêiner especial, enquanto Simmons vai embora com a equipe. No bar, os agentes usam a unidade de tempo para trazer os Chronicoms para sua linha do tempo por meio do Reino Quântico. Deke se voluntaria para ficar para ajudá-los; tornando-se o novo líder da S.H.I.E.L.D. na nova linha do tempo. Após seu retorno, Fitz, Simmons, Sousa e Yo-Yo retornam ao Farol, enquanto Coulson, May, Mack e Daisy se infiltram na nave dos Chronicoms para resgatar Kora e confrontar Nathaniel. Coulson engana Sibyl para enviar seus Chronicoms para o Farol, enquanto May e Kora combinam suas habilidades para lhes dar empatia; acabando com o ataque. Daisy destrói as naves dos Chronicoms, matando Nathaniel e Sybil. Os agentes resgatam Daisy, e Kora a revive. Fitz e Simmons voltam para o contêiner e para a sua filha, Alya. Um ano depois, a equipe se reúne para relembrar o tempo que passaram juntos. Fitz e Simmons se aposentam para criar Alya, enquanto May assume um cargo de professora na Academia Coulson. Mack continua liderando a S.H.I.E.L.D., com Yo-Yo sendo uma de suas principais agentes. Daisy explora o cosmos com Sousa e Kora, enquanto Coulson viaja pelo mundo. |              | |                      |                                                                               |                      |                     |

## Elenco e Personagens
| - Clark Gregg como Phil Coulson - Ming-Na Wen como Melinda May - Chloe Bennet como Daisy Johnson / Tremor - Elizabeth Henstridge como Jemma Simmons - Henry Simmons como Alphonso "Mack" Mackenzie - Natalia Cordova-Buckley como Elena "Yo-Yo" Rodriguez - Jeff Ward como Deke Shaw | - Iain De Caestecker como Leo Fitz - Joel Stoffer como Enoch Coltrane - Tobias Jelinek como Luke - Darren Barnet e Neal Bledsoe como Wilfred Malick - Enver Gjokaj como Daniel Sousa - Thomas E. Sullivan como Nathaniel Malick - Dianne Doan as Kora | - Patton Oswalt como Ernest "Hazard" Koenig - Cameron Palatas como Gideon Malick - Patrick Warburton como Rick Stoner - Dichen Lachman como Jiaying - Fin Argus como Gordon - James Paxton como John Garrett - Christopher James Baker como Malachi |

## Produção

### Desenvolvimento
Em novembro de 2018, antes do lançamento da sexta temporada, a ABC renovou o Agents of S.H.I.E.L.D. para um sétimo ano. Essa renovação antecipada foi uma surpresa após a quinta temporada de baixa audiência da série, mas Deadline Hollywood relatou que esse momento era provavelmente devido às negociações do contrato do elenco e ajudaria a reduzir os custos filmando a sexta e a sétima temporadas consecutivas. O chefe da Marvel Television, Jeph Loeb, revelou mais tarde que a equipe da série esperava que a sexta temporada mais curta fosse a última e também ficou surpresa com a renovação da sétima temporada. Ele atribuiu a decisão à ABC assistir aos primeiros trabalhos da sexta temporada e acreditar que a equipe encontrou "outra onda de energia" que eles queriam que continuasse. Respondendo a novos rumores em março de 2019 de que a sétima temporada seria a última da série, Loeb declarou: "Não estamos terminando." No entanto, antes do painel da série San Diego Comic-Con em julho de 2019, Loeb anunciou que a sétima temporada seria a última da série. Ele explicou que o elenco e a equipe originalmente esperavam que a série terminasse com a quinta temporada e adiou outros planos para continuar com a sexta. Então, quando a ABC quis renovar a série pela sétima temporada, eles concordaram com a decisão se poderia ser a temporada final. Ter esse conhecimento permitiu que eles construíssem a temporada especificamente para "amarrar qualquer tópico" e tentar criar uma conclusão satisfatória para a história.

### Roteiro
Como a temporada foi ordenada enquanto os roteiristas estavam trabalhando na sexta temporada, eles e os roteiristas Jed Whedon, Maurissa Tancharoen e Jeffrey Bell foram capazes de planejar uma história dividida nas duas temporadas com um cliffhanger terminando a sexta temporada que a sétima temporada pode resolver. Os roteiristas tentaram criar mais episódios na temporada que estavam "fora de sua forma normal de contar histórias", como o episódio da terceira temporada, "4.722 Horas". Nas temporadas anteriores, os roteiristas dividiram suas histórias em diferentes "pods", em vez de estender uma única história por mais de 22 episódios, mas isso não foi necessário para as 13 temporadas mais curtas. A história da sétima temporada mostra a equipe tentando salvar o mundo da invasão pelos Chronicoms, uma subtrama recorrente na sexta temporada. Eles usam a viagem no tempo para fazer isso, permitindo que a temporada explore a história da S.H.I.E.L.D. e "relembre tudo o que fizemos". A temporada começa na década de 1930 em Nova York, antes da formação da S.H.I.E.L.D., antes de explorar mais períodos de tempo.

### Elenco
Com a renovação da temporada, confirmou-se que os membros do elenco principal Ming-Na Wen, Chloe Bennet, Iain De Caestecker, Elizabeth Henstridge, Henry Simmons, Natalia Cordova-Buckley e Jeff Ward retornarão das temporadas anteriores como Melinda May, Daisy Johnson / Tremor , Leo Fitz, Jemma Simmons, Alphonso "Mack" MacKenzie, Elena "Yo-Yo" Rodriguez e Deke Shaw, respectivamente. A renovação não incluiu a estrela da série Clark Gregg, mas Jed Whedon afirmou em abril de 2019 que os produtores "acreditam firmemente que qualquer temporada teria que tê-lo nela". O final da sexta temporada revelou que um chamariz de modelo de vida de Phil Coulson apareceria na sétima temporada, com Gregg estrelando como a nova versão de seu personagem. Esta foi a solução dos escritores para querer trazer o personagem de volta sem reverter os riscos de sua morte na quinta temporada.
Em agosto de 2019, Hayley Atwell e Patrick Warburton foram revelados para retornar à série para a temporada final, depois de fazerem aparições como Peggy Carter e Rick Stoner, respectivamente.

### Filmagens
A produção para a temporada começou no final de fevereiro de 2019, em Culver City, Califórnia. As filmagens terminaram em 30 de julho de 2019.

### Conexão com o Universo Cinematográfico da Marvel
Em agosto de 2019, Whedon e Tancharoen indicaram que haveria uma conexão com o MCU na temporada final.

## Marketing
A primeira imagem da temporada foi lançada em agosto de 2019 na D23 Expo. Um novo teaser e pôster para a temporada foram lançados para coincidir com o anúncio da data de estreia da temporada em meados de abril de 2020, com o pôster apresentando uma "velha escola" S.H.I.E.L.D. da era da Segunda Guerra Mundial, o logotipo da série varia devido à temporada abordar viagens no tempo. Uma semana depois, o principal cartaz da temporada foi lançado com arte de Kyle Lambert. O pôster mostra os principais membros do elenco da temporada em figurinos dos diferentes períodos visitados durante a temporada, com a Marvel pedindo especificamente a Lambert para refletir os figurinos e os cenários que foram criados para a série. O pôster divulgou a temporada como "A Missão Final". Jake Abbate, do SuperHeroHype, e Sam Stone, da Comic Book Resources, compararam o pôster ao trabalho do artista de pôsteres de filmes Drew Struzan.

## Lançamento
A sétima temporada começou a ser exibida na ABC nos Estados Unidos em 27 de maio de 2020, e deve durar 13 episódios.

## Recepção

### Audiência
| №  | Título                             | Exibição original    | Rating/share (18–49) | Audiência (em milhões) | DVR (18–49)    | Audiência em DVR (milhões) | Total (18–49)  | Audiência total (em milhões) |
| -- | ---------------------------------- | -------------------- | -------------------- | ---------------------- | -------------- | -------------------------- | -------------- | ---------------------------- |
| 1  | "The New Deal"                     | 27 de maio de 2020   | 0.3                  | 1.82                   | 0.3            | 1.15                       | 0.6            | 2.97                         |
| 2  | "Know Your Onions"                 | 3 de junho de 2020   | 0.3                  | 1.50                   | 0.3            | 1.03                       | 0.6            | 2.53                         |
| 3  | "Alien Commies from the Future!"   | 10 de junho de 2020  | 0.3                  | 1.57                   | 0.3            | 1.09                       | 0.6            | 2.66                         |
| 4  | "Out of the Past"                  | 17 de junho de 2020  | 0.3                  | 1.40                   | 0.3            | 1.07                       | 0.6            | 2.47                         |
| 5  | "A Trout in the Milk"              | 24 de junho de 2020  | 0.2                  | 1.37                   | 0.3            | 1.05                       | 0.5            | 2.42                         |
| 6  | "Adapt or Die"                     | 1 de julho de 2020   | 0.3                  | 1.32                   | 0.3            | 1.06                       | 0.6            | 2.38                         |
| 7  | "The Totally Excellent Adventures" | 8 de julho de 2020   | 0.3                  | 1.39                   | 0.3            | 1.05                       | 0.6            | 2.44                         |
| 8  | "After, Before"                    | 15 de julho de 2020  | 0.3                  | 1.38                   | 0.3            | 1.08                       | 0.6            | 2.46                         |
| 9  | "As I Have Always Been"            | 22 de julho de 2020  | 0.3                  | 1.28                   | 0.3            | 1.07                       | 0.6            | 2.35                         |
| 10 | "Stolen"                           | 29 de julho de 2020  | 0.3                  | 1.30                   | por determinar | por determinar             | por determinar | por determinar               |
| 11 | "Brand New Day"                    | 5 de agosto 2020     | 0.3                  | 1.25                   | por determinar | por determinar             | por determinar | por determinar               |
| 12 | "The End Is at Hand"               | 12 de agosto de 2020 | 0.4                  | 1.64                   | por determinar | por determinar             | por determinar | por determinar               |
| 13 | "What We're Fighting For"          | 12 de agosto de 2020 | 0.3                  | 1.35                   | por determinar | por determinar             | por determinar | por determinar               |

### Resposta da crítica
O site agregador de críticas Rotten Tomatoes deu para a série um índice de 100% de aprovação dos críticos e com uma classificação média de 7,67/10 baseado em 6 comentários. Alex McLevy, do The A.V. Club sentiu que a temporada estava emitindo "fortes vibrações de Legends of Tomorrow", dizendo: "A natureza agitada de suas aventuras no tempo, combinada com uma sensibilidade um pouco mais absurda do que as temporadas anteriores, está dando a esses episódios a sensação de uma volta da vitória, o programa se afrouxando e desfrutando de seu potencial de alto conceito sem a preocupação de entregar as mercadorias para garantir outro ano." Nos quatro primeiros episódios da temporada, Ian Sandwell, da Digital Spy, sentiu que era "um erro" ter Fitz e Simmons separados, com a sensação "de que Fitz está faltando porque é o que o programa faz - e não porque é um mecânico de história necessário". (De Caestecker está ausente no início da temporada porque estava trabalhando em outro projeto, quando a temporada começou a filmar.) Sandwell sentiu com o casal separado, como um "elemento-chave" da série, que era difícil para a temporada final, como "volta e comemoração da vitória", que deveria. 